# Jacques Grüber
Jacques Grüber (* 25. Januar 1870 in Sundhouse; † 15. Dezember 1936 in Paris) war ein französischer Glasmaler.

## Leben

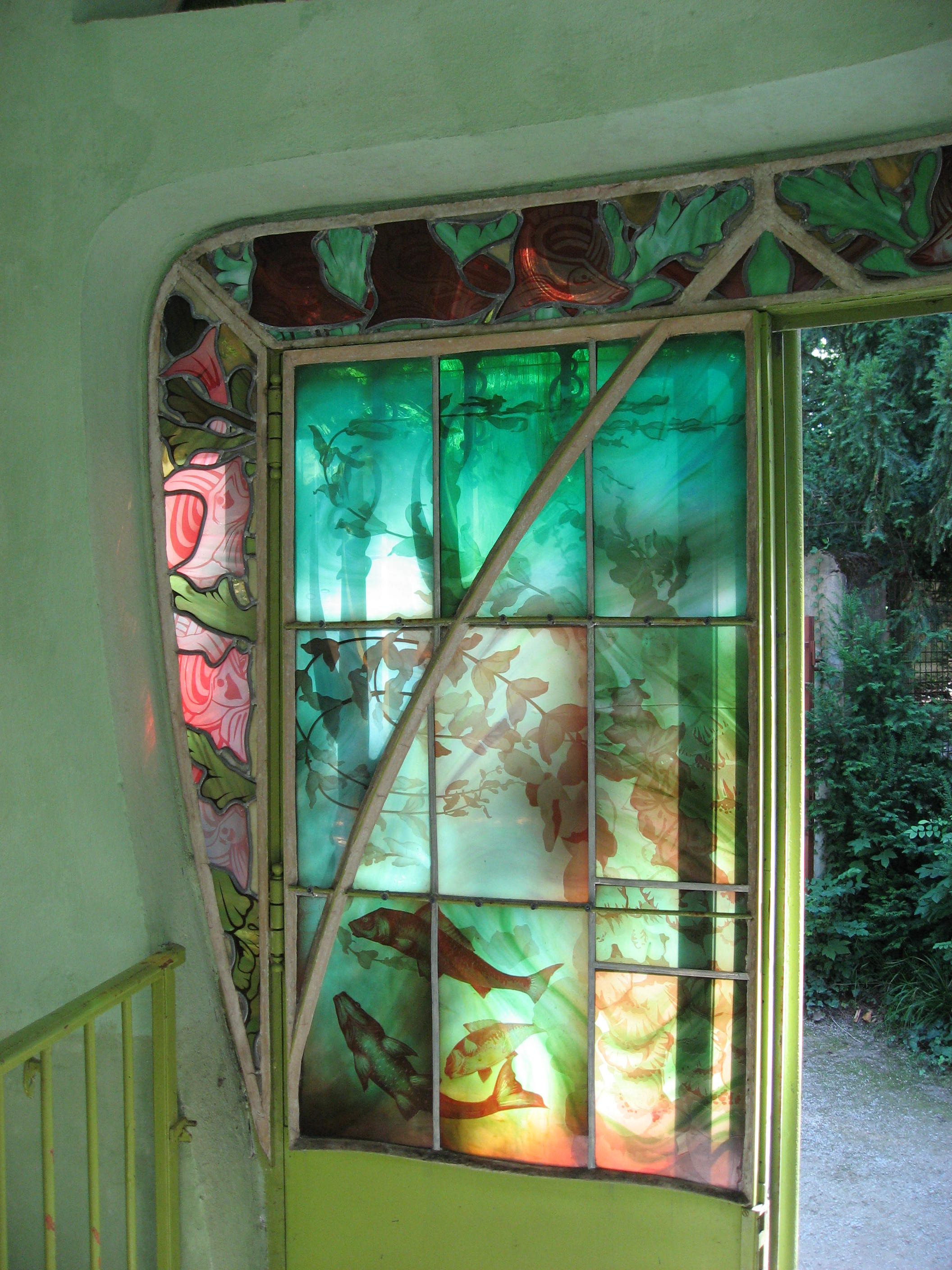
Fenster von Jacques Gruber im Musée de l'École de Nancy

Nach seiner Schulzeit studierte Jacques Grüber an der École des Beaux-Arts in Nancy und danach mit Hilfe eines Stipendiums der Stadt Nancy in Paris bei Gustave Moreau.
Nach Abschluss seiner Studien unterrichtete Jacques Grüber zunächst ab 1893 an der École des Beaux-Arts in Nancy. 1897 richtete er sich ein eigenes Atelier ein, um sich auf die Gestaltung von Vasen für die Firma Daum, von Möbeln für die Firma Majorelle und von Buchumschlägen für René Wiener zu spezialisieren. Schließlich konzentrierte er sich ganz auf die Gestaltung von Gläsern und Bleiglasfenstern.
Jacques Grüber war 1901 einer der Mitbegründer der École de Nancy und gehörte in den ersten Jahren zu deren Leitung. Er wird heute als  der angesehenste Glasmaler der École de Nancy betrachtet. In Nancy sind besonders seine Arbeiten für die Industrie- und Handelskammer, die Villa Majorelle und die Villa Bergeret hervorzuheben.
Im Jahr 1914 übersiedelte Jacques Grüber nach Paris, wo er sich in der Villa d'Alésia im 14. Arrondissement von Paris ein Atelier einrichtete. Sein bekanntestes Werk dieser Zeit ist die Glaskuppel im Kaufhaus Galeries Lafayette in Paris.
Jacques Grüber starb 1936 in Paris. Sein Sohn Jean-Jacques Grüber wurde ebenfalls Glasmaler, und sein zweiter Sohn, Francis Grüber, wurde Maler.

## Glasfenster von Jacques Grüber (Auswahl)
- Musée de l'École de Nancy

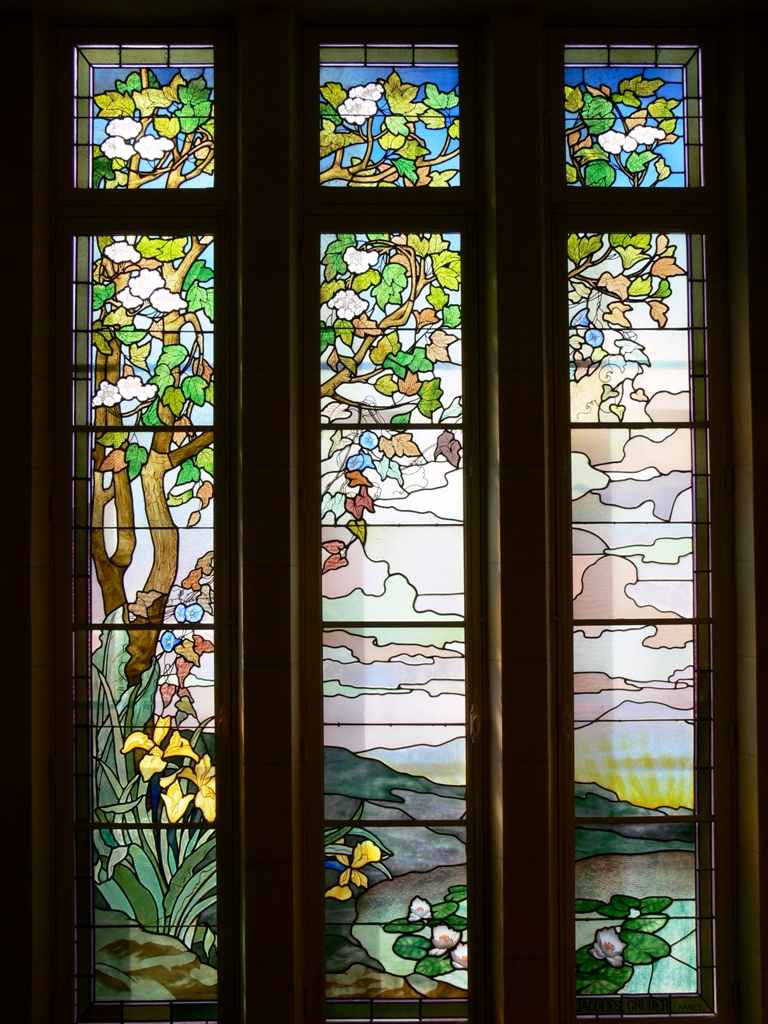
Fenster im Rathaus von Euville (Département Meuse)

- Industrie- und Handelskammer in Nancy
- Crédit Lyonnais in Nancy
- Villa Bergeret in Nancy
- Villa Majorelle in Nancy, 1901–1902
- Wohnhaus Georges Biet, 1901–1902
- Rathaus von Euville, 1901–1903
- Drei Fenster im Hôtel des Postes in Bar-le-Duc 1925/26
- Restaurierungen von Glasfenstern in lothringischen Kirchen (Anfang des 20. Jahrhunderts)
- Église du Saint-Sépulcre in Montdidier
- Kirche von Ancerviller (Département Meurthe-et-Moselle)
- Bibliothek Carnegie in Reims (Glasdach des Leseraums)

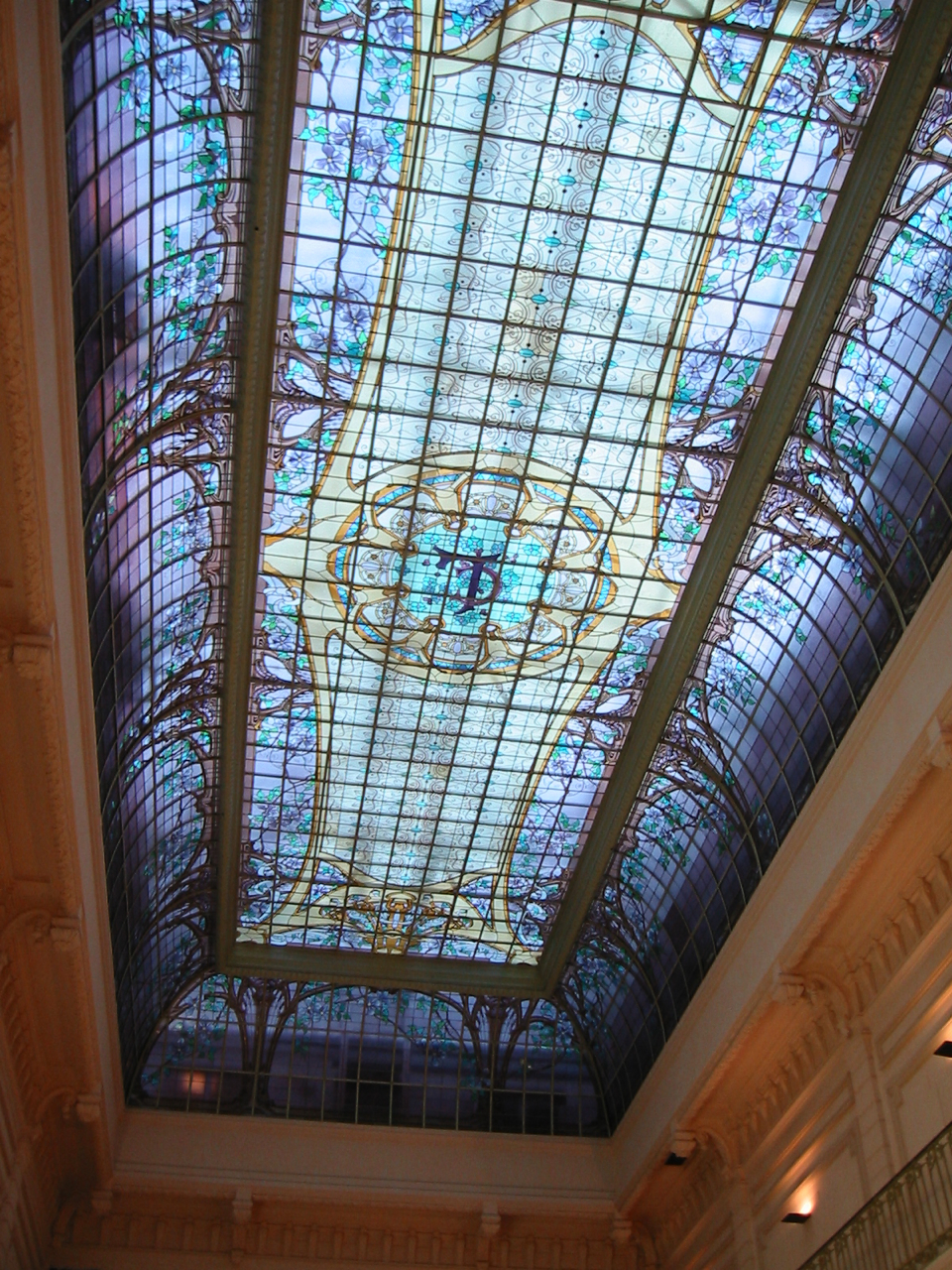
Nancy
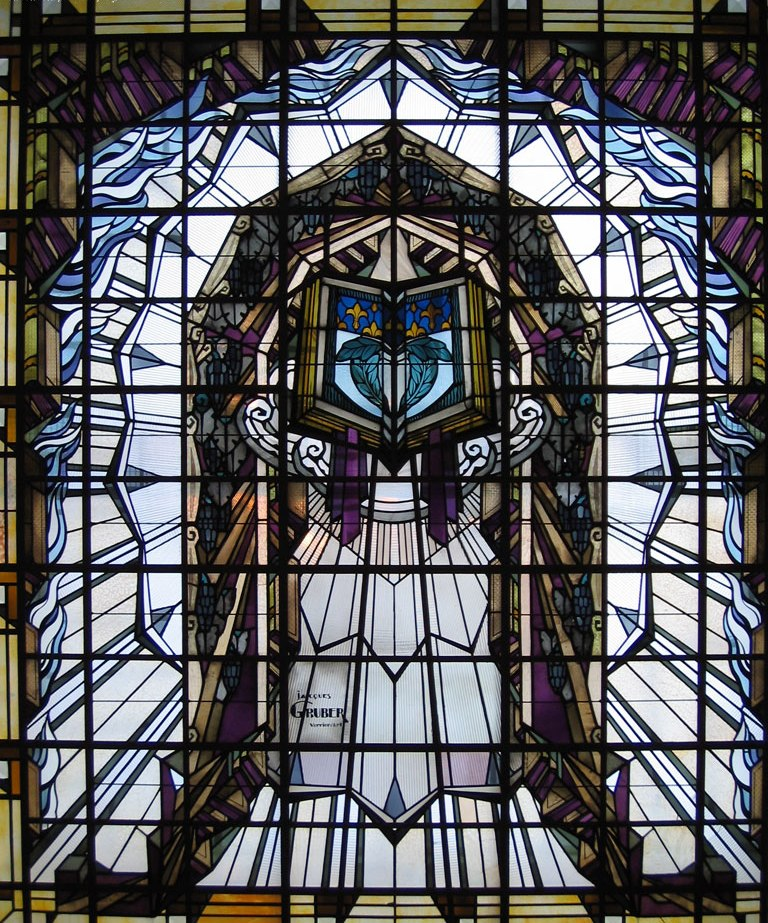
Reims.
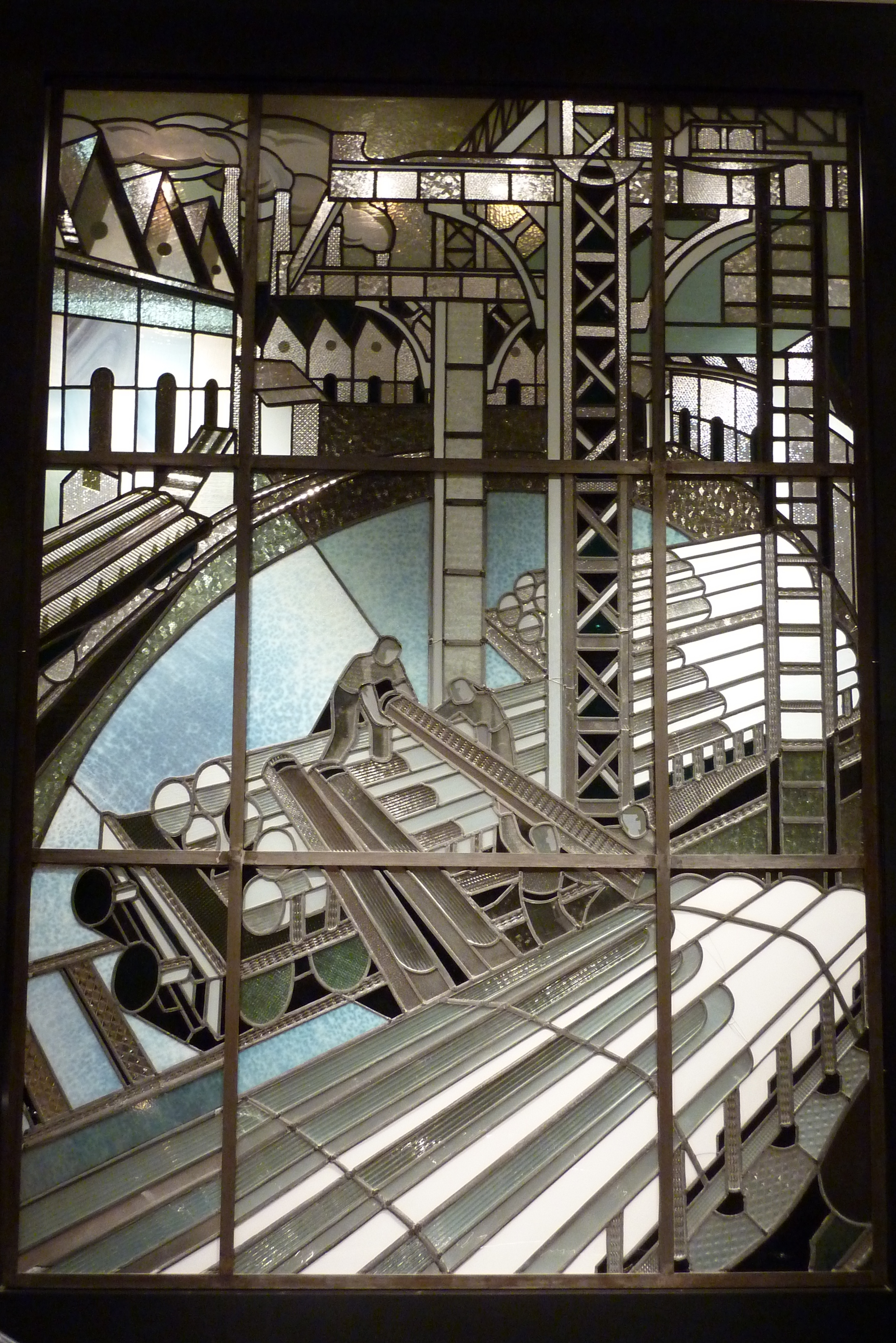
Musée des Arts Décoratifs, Paris
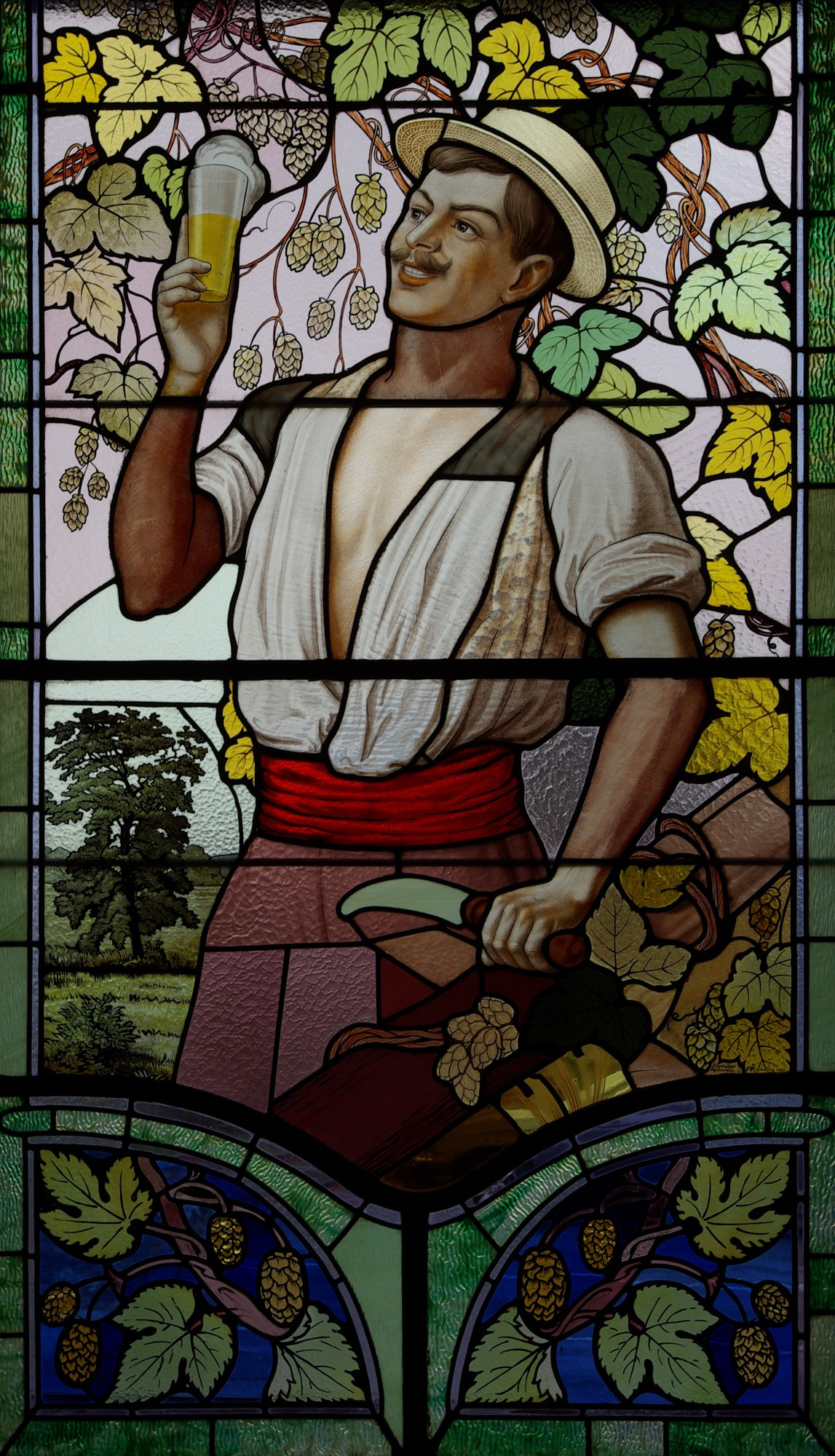
Saint-Nicolas de Port, Frankreich